# Dipurena fertilis
Dipurena fertilis är en nässeldjursart som beskrevs av Ilya Ilyich Mechnikov 1871. Dipurena fertilis ingår i släktet Dipurena och familjen Corynidae. Inga underarter finns listade i Catalogue of Life.